# Pueblo toposa
El pueblo toposa, también conocido como topotha, topoza, o daboso, pertenece al grupo nilótico de la familia atekerin. Habitan en las regiones surorientales de Sudán del Sur (región de Ecuatoria), y en tierras fronterizas de Kenia. También se encuentran miembros del pueblo toposa en Etiopía y Uganda. En las comunidades rurales se mantiene una cultura ganadera no exenta de conflictos con grupos vecinos por pasturas, robo y tráfico de ganado. La posesión de ganado asegura medios para el pago de la dote matrimonial además de prestigio. Hay 354.000 hablantes del idioma toposa en África al año 2016.

## Idioma

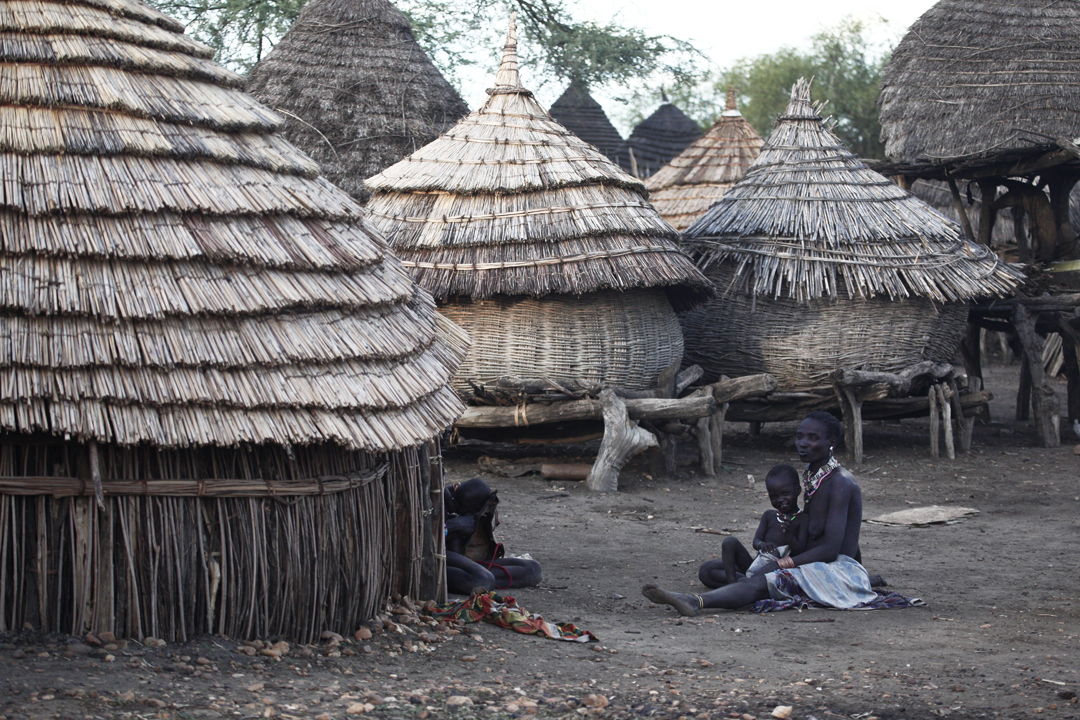
Asentamiento rural de la etnia toposa

El idioma toposa también es conocido con los nombres akara, kare, kumi, natoposa, taposa y topotha. Forma parte de las lenguas nilo-saharianas desarrolladas en el este de Sudán emparentada con la rama teso-turkana. Cuenta con los dialectos toposa-oriental, toposa-occidental, jie, jiye. La lengua toposa está emparentada con la de los pueblos vecinos nyangatom, teso, isera y dodoth. A 2016 hay aproximadamente 354.000 hablantes de la lengua toposa. De ellos, 276.000 (77,97%) residen en Sudán del Sur, 56.000 (15,82%) en Uganda, 19.000 (5,37%) en Etiopía y 3.100 (0,88%) en Kenia.

## Historia

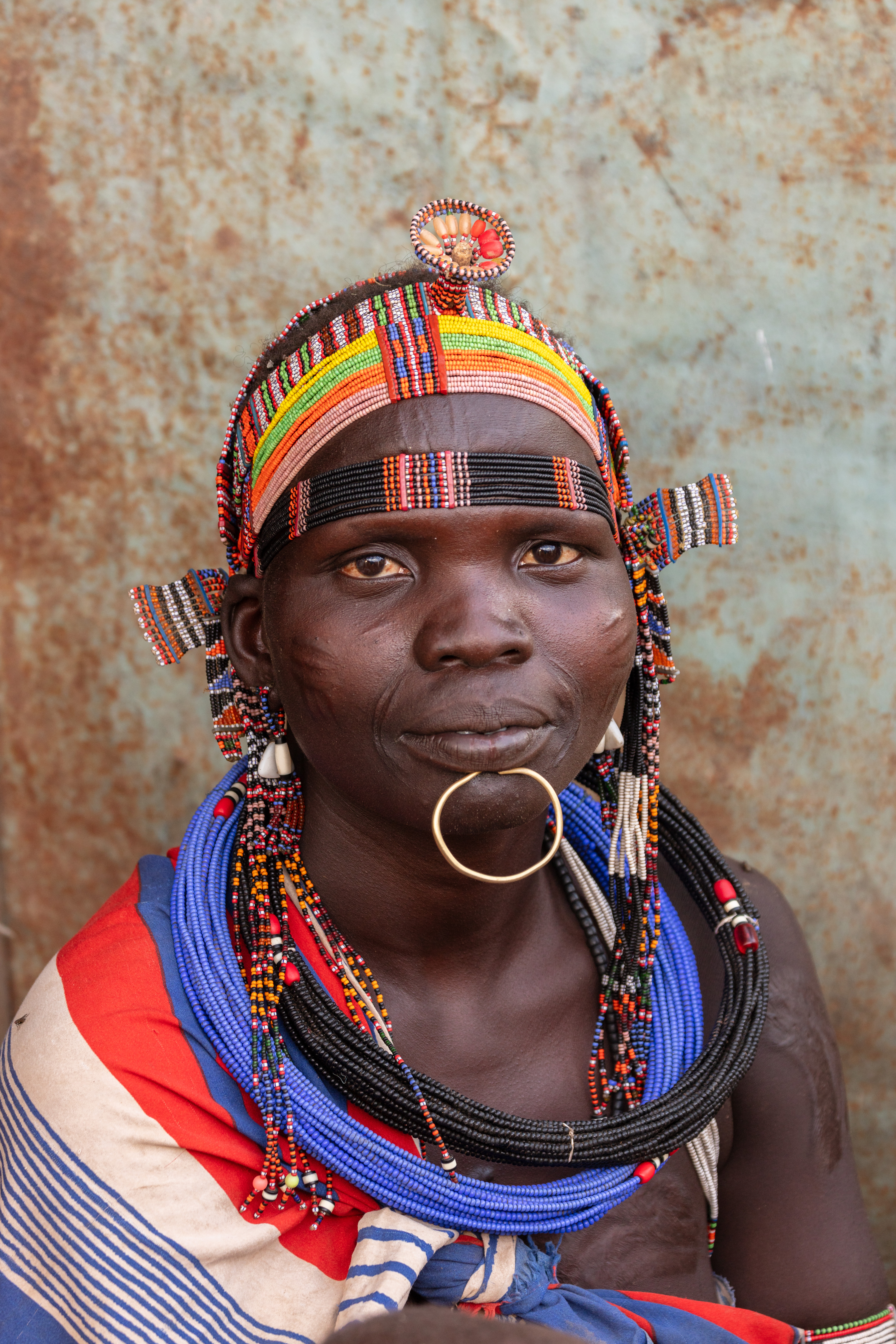
Mujer de la etnia toposa en un mercado en Kapoeta (Sudán del Sur).

El origen del pueblo toposa está en el grupo nilótico centro-oriental ngikora que se instaló al noreste de Karamoya, en el noreste de Uganda. Entre los años 1680 y 1750 los ngikora emigraron en dirección norte a la región de Ecuatoria (Sudán del Sur). Los grupos que se asentaron cerca de Torit en este nuevo territorio tomaron el nombre de toposa. La conformación de la nueva etnia contó con el aporte de personas llegadas del pueblo isera que se fueron integrando a los toposa.
Hacia 1780 una coalición de guerreros de los pueblos dodoth y lokorikituk obligó a los toposa a emigrar hacia el sureste y fijarse en su tierra actual.
La tradición oral del pueblo karamojong asegura que ellos y los teso provienen de la familia ancestral atekerin, de la cual se abrieron sobre el siglo XV y que tras distintas ramificaciones y oleadas migratorias dieron origen a varios pueblos del Sudán, entre ellos al pueblo toposa.

## Sociedad

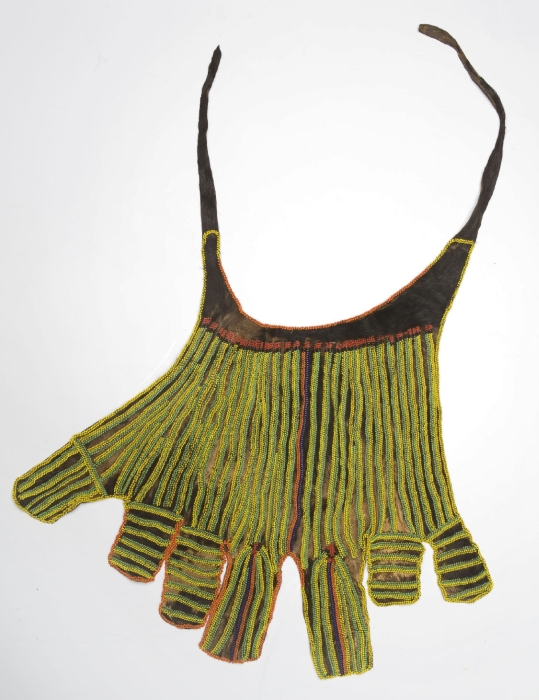
Falda de piel de cabra, cultura toposa

Conviven con una pluralidad de etnias y culturas entre las que mantienen como signos de distinción sus comunidades nómadas y seminómadas. La sociedad está organizada en clases de edad que también conforma el ejército o banda de guerreros.
Practican la poligamia. La dote se paga en cabezas de ganado a la familia de la novia.

## Economía
Su economía se basa en una agricultura alimentaria y la cría de vacas, cabras y ovejas.

## Conflictos
El robo y contrabando de ganado ha generado frecuentes conflictos con el pueblo turkana y otros grupos pastores. Junto con miembros del pueblo latuka emigran del sudoeste al nordeste y optan por las tierras de los sudaneses del norte (árabes-musulmanes) o por los sudaneses del sur. Ambos grupos forman un ejército armado de nómadas, realizando robos de ganado y practicando el contrabando a través de Sudán.

## Religión
Las creencias espirituales tradicionales mantienen vigencia. Son mayoritarias en las comunidades de Kenia y Etiopía, mientras que en Sudán del Sur y Uganda la población toposa también participa en diversas iglesias de la religión cristiana.